# Loes Vandewal
Loes Vandewal (Roggel, 1 januari 1994) is een Nederlandse handbalster die uitkomt in de Duitse 3. Liga voor TuS Lintfort.